# スイスグランプリ
スイスグランプリ（スイスGP、英語: Swiss Grand Prix, フランス語: Grand Prix de Suisse, ドイツ語: Großer Preis der Schweiz, イタリア語: Gran Premio di Svizzera ）は、スイスで1950年から1954年、1982年に行われたF1のレースのひとつ。
1955年のル・マン24時間レースで起きた大事故によりスイス国内でのモータースポーツが禁止され、同年に予定されていたスイスグランプリもキャンセルされた。以後スイス国内でF1グランプリは開催されていない。1982年のスイスグランプリはフランスのディジョン・プレノワで開催されたが、フランス国内で年内に2レースを行うためにスイスグランプリの名が冠されただけである。1983年もスイスグランプリは第9戦としてF1カレンダーに組み込まれていたが、テレビ放映権の問題が生じ直前になって開催はキャンセルされた。
レースが開催されたのはブレムガルテンで、このコースは1934年から1955年まで使用された。首都ベルン郊外にあり、1周7,280mの長いコース。

## 過去の結果と開催サーキット
| 年          | 決勝日                                       | ラウンド                                     | サーキット                                   | 勝者                                         | コンストラクター                             | 結果                                         |
| ----------- | -------------------------------------------- | -------------------------------------------- | -------------------------------------------- | -------------------------------------------- | -------------------------------------------- | -------------------------------------------- |
| 1934        | 8月26日                                      | -                                            | ブレムガルテン                               | ハンス・シュトゥック                         | アウトウニオン                               | 詳細                                         |
| 1935        | 8月25日                                      | 5                                            | ブレムガルテン                               | ルドルフ・カラツィオラ                       | メルセデス・ベンツ                           | 詳細                                         |
| 1936        | 8月23日                                      | 3                                            | ブレムガルテン                               | ベルント・ローゼマイヤー                     | アウトウニオン                               | 詳細                                         |
| 1937        | 8月22日                                      | 4                                            | ブレムガルテン                               | ルドルフ・カラツィオラ                       | メルセデス・ベンツ                           | 詳細                                         |
| 1938        | 8月21日                                      | 3                                            | ブレムガルテン                               | ルドルフ・カラツィオラ                       | メルセデス・ベンツ                           | 詳細                                         |
| 1939        | 8月20日                                      | 4                                            | ブレムガルテン                               | ヘルマン・ラング                             | メルセデス・ベンツ                           | 詳細                                         |
| 1940 - 1946 | 開催されず                                   | 開催されず                                   | 開催されず                                   | 開催されず                                   | 開催されず                                   | 開催されず                                   |
| 1947        | 6月08日                                      | -                                            | ブレムガルテン                               | ジャン＝ピエール・ウィミーユ                 | アルファロメオ                               | 詳細                                         |
| 1948        | 7月04日                                      | -                                            | ブレムガルテン                               | カルロ・フェリーチェ・トロッシ               | アルファロメオ                               | 詳細                                         |
| 1949        | 7月03日                                      | -                                            | ブレムガルテン                               | アルベルト・アスカリ                         | フェラーリ                                   | 詳細                                         |
| 1950        | 6月04日                                      | 4                                            | ブレムガルテン                               | ジュゼッペ・ファリーナ                       | アルファロメオ                               | 詳細                                         |
| 1951        | 5月27日                                      | 1                                            | ブレムガルテン                               | ファン・マヌエル・ファンジオ                 | アルファロメオ                               | 詳細                                         |
| 1952        | 5月18日                                      | 1                                            | ブレムガルテン                               | ピエロ・タルッフィ                           | フェラーリ                                   | 詳細                                         |
| 1953        | 8月23日                                      | 8                                            | ブレムガルテン                               | アルベルト・アスカリ                         | フェラーリ                                   | 詳細                                         |
| 1954        | 8月22日                                      | 7                                            | ブレムガルテン                               | ファン・マヌエル・ファンジオ                 | メルセデス                                   | 詳細                                         |
| 1955        | ル・マン24時間レースの大惨事の影響により中止 | ル・マン24時間レースの大惨事の影響により中止 | ル・マン24時間レースの大惨事の影響により中止 | ル・マン24時間レースの大惨事の影響により中止 | ル・マン24時間レースの大惨事の影響により中止 | ル・マン24時間レースの大惨事の影響により中止 |
| 1956 - 1974 | 開催されず                                   | 開催されず                                   | 開催されず                                   | 開催されず                                   | 開催されず                                   | 開催されず                                   |
| 1975        | 8月24日                                      | 非選手権                                     | ディジョン                                   | クレイ・レガツォーニ                         | フェラーリ                                   | 詳細                                         |
| 1976 - 1981 | 開催されず                                   | 開催されず                                   | 開催されず                                   | 開催されず                                   | 開催されず                                   | 開催されず                                   |
| 1982        | 8月29日                                      | 14                                           | ディジョン                                   | ケケ・ロズベルグ                             | ウィリアムズ-フォード                        | 詳細                                         |
| 出典:       |                                              |                                              |                                              |                                              |                                              |                                              |

- ピンク地はF1世界選手権以外で開催された年。
- クリーム地は第二次世界大戦前に行われていたヨーロッパ・ドライバーズ選手権[注 3]の一戦として開催された年。ラウンドの数字は同選手権のもの。

### 過去の開催サーキット

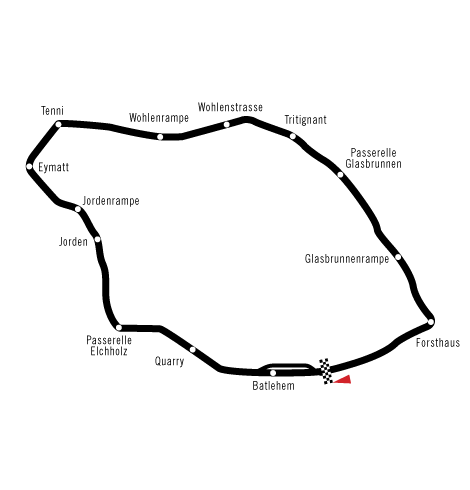
ブレムガルテン（1934–1939,1947–1954）
ディジョン（1975）
ディジョン（1982）

## 優勝回数
複数回勝利を挙げた者のみ対象とする。

### ドライバー
| 回数  | ドライバー                   | 優勝年           |
| ----- | ---------------------------- | ---------------- |
| 3     | ルドルフ・カラツィオラ       | 1935, 1937, 1938 |
| 2     | アルベルト・アスカリ         | 1949, 1953       |
| 2     | ファン・マヌエル・ファンジオ | 1951, 1954       |
| 出典: |                              |                  |

- ピンク地はF1世界選手権以外で開催された年。
- クリーム地は第二次世界大戦前に行われていたヨーロッパ・ドライバーズ選手権[注 3]の一戦として開催された年。

### コンストラクター
| 回数  | コンストラクター | 優勝年                       |
| ----- | ---------------- | ---------------------------- |
| 5     | メルセデス       | 1935, 1937, 1938, 1939, 1954 |
| 4     | アルファロメオ   | 1947, 1948, 1950, 1951       |
| 4     | フェラーリ       | 1949, 1952, 1953, 1975       |
| 2     | アウトウニオン   | 1934, 1936                   |
| 出典: |                  |                              |

- 太字は2025年のF1世界選手権に参戦中のコンストラクター。
- ピンク地はF1世界選手権以外で開催された年。
- クリーム地は第二次世界大戦前に行われていたヨーロッパ・ドライバーズ選手権[注 3]の一戦として開催された年。

### エンジン
| 回数  | メーカー       | 優勝年                       |
| ----- | -------------- | ---------------------------- |
| 5     | メルセデス     | 1935, 1937, 1938, 1939, 1954 |
| 4     | アルファロメオ | 1947, 1948, 1950, 1951       |
| 4     | フェラーリ     | 1949, 1952, 1953, 1975       |
| 2     | アウトウニオン | 1934, 1936                   |
| 出典: |                |                              |

- 太字は2025年のF1世界選手権に参戦中のメーカー。
- ピンク地はF1世界選手権以外で開催された年。
- クリーム地は第二次世界大戦前に行われていたヨーロッパ・ドライバーズ選手権[注 3]の一戦として開催された年。